# 自由青年同志会
自由青年同志会（じゆうせいねんどうしかい、朝鮮語：자유청년동지회）は、2004年の11月末頃に、朝鮮民主主義人民共和国（北朝鮮）の咸鏡北道会寧市において、反金正日声明を発表したとされる、北朝鮮のレジスタンス。大韓民国のインターネットニュースサイトDaily NKと、被拉脱北人権連隊が、2005年1月17日に同志会の活動を映したとされる動画を公開したことにより、存在が知られた。なお、Daily NKが公開した動画には、金正日を批判する檄文を書いた彼の肖像画を貼り、顔が映らない男性が反体制の声明を述べる様子が映されている。
報道が事実であれば、自由青年同志会は、北朝鮮における活動が国外で公開された最初の反北朝鮮体制組織となる。但し、事の真偽・詳細は不明であり、Daily NK以外では続報も報じられていない。